# شهرستان اوکفسکی (اکلاهما)
شهرستان اوکفسکی، اکلاهما (به انگلیسی: Okfuskee County, Oklahoma) شهرستانی در ایالات متحده آمریکا است که در اکلاهما واقع شده‌است.

## خصوصیات
شهرستان اوکفسکی ۱٬۶۲۹٫۱۱ کیلومترمربع مساحت دارد.